# Inspektorat Ziem Zachodnich Narodowych Sił Zbrojnych
Inspektorat Ziem Zachodnich NSZ – jeden z inspektoratów w strukturze organizacyjnej Narodowych Sił Zbrojnych (NSZ).

## Struktura organizacyjna inspektoratu
- Komenda inspektoratu - Warszawa
- Okręg VI Częstochowa
- Okręg VII Śląsk
- Okręg IX Łódź
- Okręg X Poznań
- Okręg XI Pomorze

## Komendanci inspektoratu
- płk rez./gen. bryg. NSZ Stanisław Thiel ps. "Przemysław" (od lata 1942 r. do kwietnia 1943 r.)
- mjr dypl./ppłk NSZ Edmund Ludwik Michalski ps. "Kajetan", "Łodzia", "Morawski" (od kwietnia 1943 r. do wybuchu powstania warszawskiego)